# Gerbillus harwoodi
Gerbillus harwoodi је врста глодара из породице мишева.

## Распрострањење
Врста је присутна у Кенији и Танзанији.

## Станиште
Станиште врсте су саване.

## Угроженост
Ова врста није угрожена, и наведена је као последња брига јер има широко распрострањење.